# هيديو هامامورا
هيديو هامامورا (باليابانية: 濱村秀雄) هو عداء مراثوني ياباني، ولد في 20 يوليو 1928، وتوفي في 7 مايو 2000 في هوفا في اليابان.

## وصلات خارجية
- هيديو هامامورا على موقع أوليمبيديا (الإنجليزية)